# Чирок-трескунок
Чиро́к-трескуно́к (лат. Spatula querquedula) — вид птиц из семейства утиных. Гнездится в умеренных широтах Евразии от Британских островов до Сахалина и Курил. Перелётная птица, зимует в тропиках Африки, Южной и Юго-Восточной Азии. К местам гнездовий прилетает позже других уток, рано и улетает. Населяет тихие открытые водоёмы с поросшими берегами и луговой растительностью по соседству. На зимовках образует крупные стаи в дельтах крупных рек и на заболоченных разливах.
Во время размножения преимущественно животноядная утка, большую роль в рационе играют моллюски. Также питается водными насекомыми и их личинками, водными ракообразными и другими беспозвоночными, из растительных кормов употребляет в пищу вегетативные побеги и семена трав. Гнездится вблизи водоёмов. Кладка обычно из 8—9 яиц, срок насиживания 21—23 дня. Объект спортивной охоты. Легко переносит неволю и хорошо размножается в зоопарках.

## Описание

### Внешний вид
Достаточно мелкая утка, близкая к широконоске. Длина 34—41 см, размах крыльев 63—69 см, масса 290—480 г.

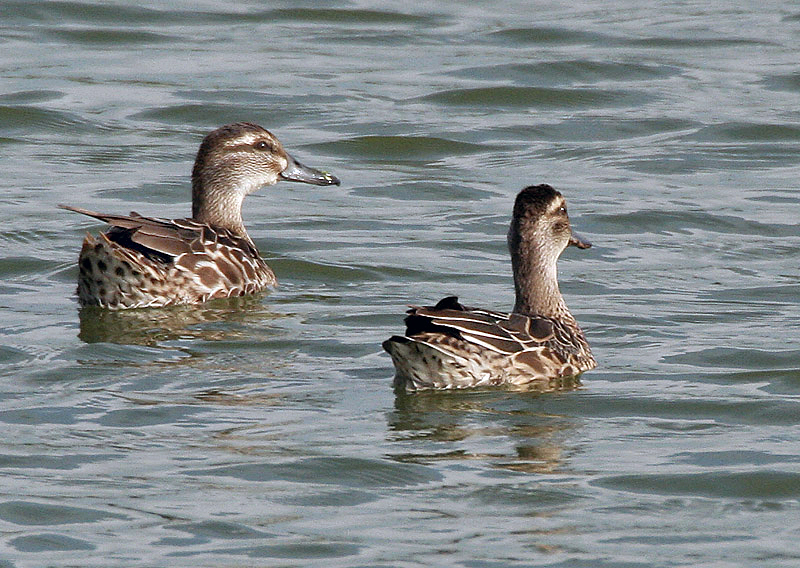
Самки

Самца в брачном наряде выделяет прежде всего широкая белая полоса над глазом на общем коричневом фоне головы, благодаря чему его достаточно легко определить в полевых условиях. Верх головы тёмно-бурый; бока головы, грудь и шея шоколадно-коричневые с продольными белыми пестринами. Остальной верх тёмный серо-оливковый со светлыми каёмками перьев, хвост буроватый. Бока тела серовато-сизые с чёрным струйчатым рисунком, брюхо и подхвостье белые с тёмными поперечными пестринами. Кроющие крыла сизо-голубые, первостепенные маховые серовато-бурые; зеркало зелёное, слегка блестящее, спереди и сзади имеет белую каёмку. По зеркалу утку можно определить в полёте — оно аналогично зеркалу широконоски, но отличается от такового у свистунка. Клюв слегка расширенный, тёмно-серого цвета. Радужина бурая, ноги серые.
Схожую окраску имеет лишь самец чирка-свистунка, но трескунка хорошо выделяет широкая белая подбровная полоса над глазом, хорошо заметная с большого расстояния. К тому же трескунок несколько крупнее и в целом темнее; его клюв более длинный, прямой и полностью окрашен в тёмно-серый цвет (у свистунка основание клюва оранжево-жёлтое).
В летнем пере самец больше похож на самку, от которой его выделяют такие же, как и весной, сизо-голубые пятна на крыльях. Самка наряд не меняет — в течение всего года она однотонная тёмно-бурая сверху и беловатая с тёмными размытыми пестринами снизу. От селезня летом её можно отличить по окрасу кроющих крыла, которые у самца цвет не меняют, а также по зеркалу, которое у самки также зелёное, но более тусклое. От других чирков утку трескунка можно отличить по однотонному беловатому подбородку и шее, а также по двум светлым полосам, проходящим от основания клюва через глаз назад. Молодые вне зависимости от пола с трудом отличимы от взрослой самки: их выделяют более рыжие грудь и бока, и отчётливые пестрины на брюхе.
Полёт бесшумный, но быстрый и манёвренный. Взлетает почти без разбега. Посадка на воду лёгкая, почти неслышная.

### Голос
Брачный крик селезня — характерный сухой раскатистый треск, передаваемый как «крер-креррерр», за который утка и получила своё русское название. В англоязычном издании «Birds of Europe» («Птицы Европы») этот голос сравнивают с проведением пальца поперёк зубьев расчёски. Самец кричит как в воздухе, так и сидя на воде. Самка скорее молчалива, но иногда звонко и высоко крякает, подобно самке свистунка.

## Распространение

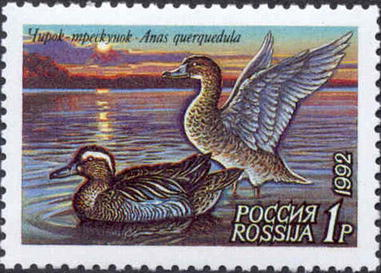
Почтовая марка 1992 год. Чирок - трескунок.

### Гнездовой ареал
Гнездится в умеренном климате Евразии от северной тайги до полупустынь, примерно между 42-й и 65-й параллелями. Местами обычный вид, особенно в полосе степей, лесостепей и зоны смешанных лесов. Наиболее западные районы обитания отмечены во Франции и Великобритании, наиболее восточные на Сахалине и Курильских островах. В Западной Европе редка, почти половина популяции — около 5000 пар — приходится на Нидерланды. Большая часть уток гнездится на востоке Европы и на юге Сибири.

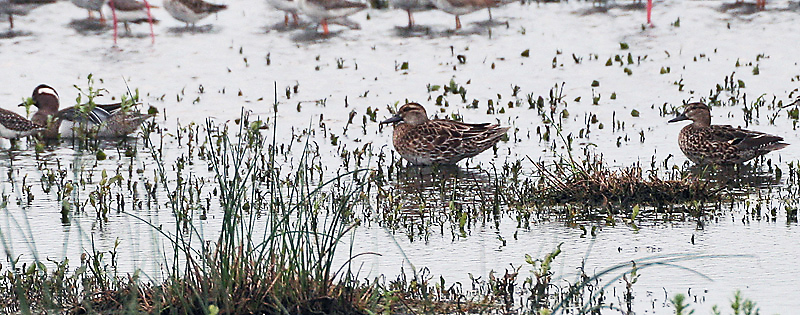
Трескунки на зимовке в Индии

Северная граница ареала проходит через южные области Скандинавии и Финляндии, вдоль южного побережья Белого моря, долину Печоры в районе 63° с. ш., долину Оби в районе 67° с. ш., долину Енисея в районе 60° с. ш., долину среднего и нижнего Вилюя. На побережье Охотского моря селится предположительно к северу до села Аян. Южная граница ареала в Европе пролегает через юг Франции, Швейцарию, Австрию, Хорватию, Сербию, северную часть Балканского полуострова, Болгарию. Изолированный участок отмечен в центральной части Турции. Восточнее гнездится к северу от Кавказского хребта, но также в Азербайджане и на северо-западе Ирана. В западном и центральном Казахстане гнездится к югу примерно до 47-й параллели, восточнее к югу до долины Чу, на Тянь-Шане в области озер Сонкёль и Иссык-Куль. В Китае и Монголии южная граница ареала проходит через Синьцзян, Гобийский Алтай и Маньчжурию, после чего по южному Приморью выходит к побережью Японского моря. Ещё один изолированный участок отмечен в долине Амударьи на границе Узбекистана и Туркменистана.

### Миграции
Трескунок — единственная утка Старого Света, которая зимой полностью покидает гнездовой ареал и мигрирует на юг. При этом в пределах Палеарктики зимовья этого вида отмечены лишь на побережье Персидского залива и на юге Китая. Большая часть птиц из Европы и Западной Сибири перемещается в западную и восточную Африку южнее Сахары. Крупные скопления трескунков на западе Африки отмечены в дельте Нигера, на озере Чад и в дельте Сенегала. В восточной части континента важные места зимовок зарегистрированы в болотистой местности бассейна Белого Нила, в Кении, на юго-западе Уганды, в меньшей степени в Танзании. Лишь единицы летят ещё дальше на юг и достигают Малави и Замбии. Часть сибирской популяции перемещается на юг и зимует на юге Азии в Пакистане, Индии и Шри-Ланке. Восточные популяции отправляются в южный Китай и Индокитай, достигая средней части Малайского полуострова и Больших Зондских островов.

### Места обитания
Занимаемые биотопы схожи с таковыми у голубокрылого чирка. В местах гнездовий населяет травянистые берега мелководных озёр, широкие речные поймы с обилием водной и околоводной растительности — тростниковой, осоковой, но не слишком высокой и густой, как в случае с рогозом. Охотнее селится возле небольших по размеру прудов, нежели чем в долинах крупных рек. Реже гнездится вдалеке от воды. Как правило, к берегам водоёмов примыкают открытые сырые луга, заливные поля, мелкие пресноводные болотца. Как и другие речные утки, избегает гор и сплошных лесных массивов.

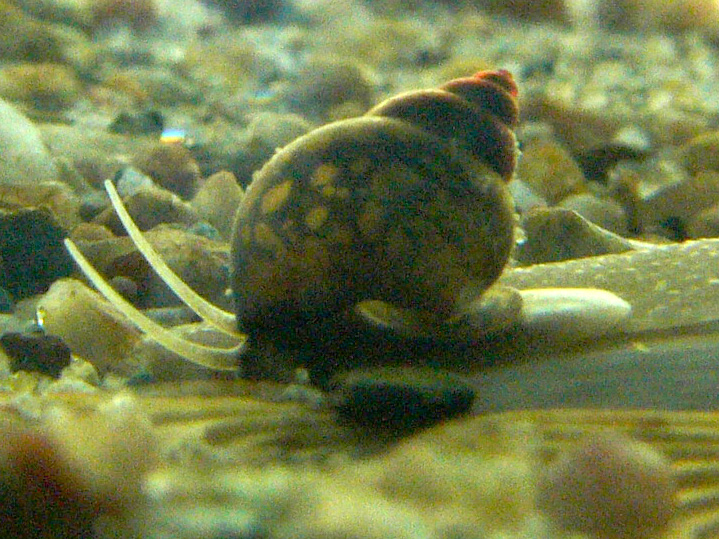
Битинии - излюбленное лакомство трескунков

В отличие от гнездовых биотопов, на зимовках чаще всего держится на крупных озёрах с пресной, реже солоноватой, водой, но также, как и в случае размножения, с прибрежными травянистыми зарослями. Кроме того, на зимовках встречается на сезонных разливах, рисовых полях, возле плотин и прудов — накопителей сточных вод. Последнее характерно для Южной Африки. На пролёте часто останавливается на заболоченных морских побережьях и заливах.

## Питание
Весной и летом основу питания составляют животные корма, среди которых преобладают моллюски. В меньших количествах употребляет в пищу насекомых и их личинок — водяных клопов корикс (Corixa), греблянок, ручейников, комаров и пр., а также червей, пиявок, икру и головастиков, рыбных мальков и водных ракообразных, среди которых преобладают ракушковые и листоногие рачки. Кроме того, в сезон размножения питается вегетативными частями роголистника, наяды, валлиснерии, семенами ежеголовника и резухи. Осенью и зимой утка переключается на преимущественно растительную диету, в которой доминируют семена горца, осоки, дикорастущего и культурного риса, щавеля, ежовника крестьянского (Echinochloa colona), трав Nymphea micranthia и Nymphea lotus.

## Размножение

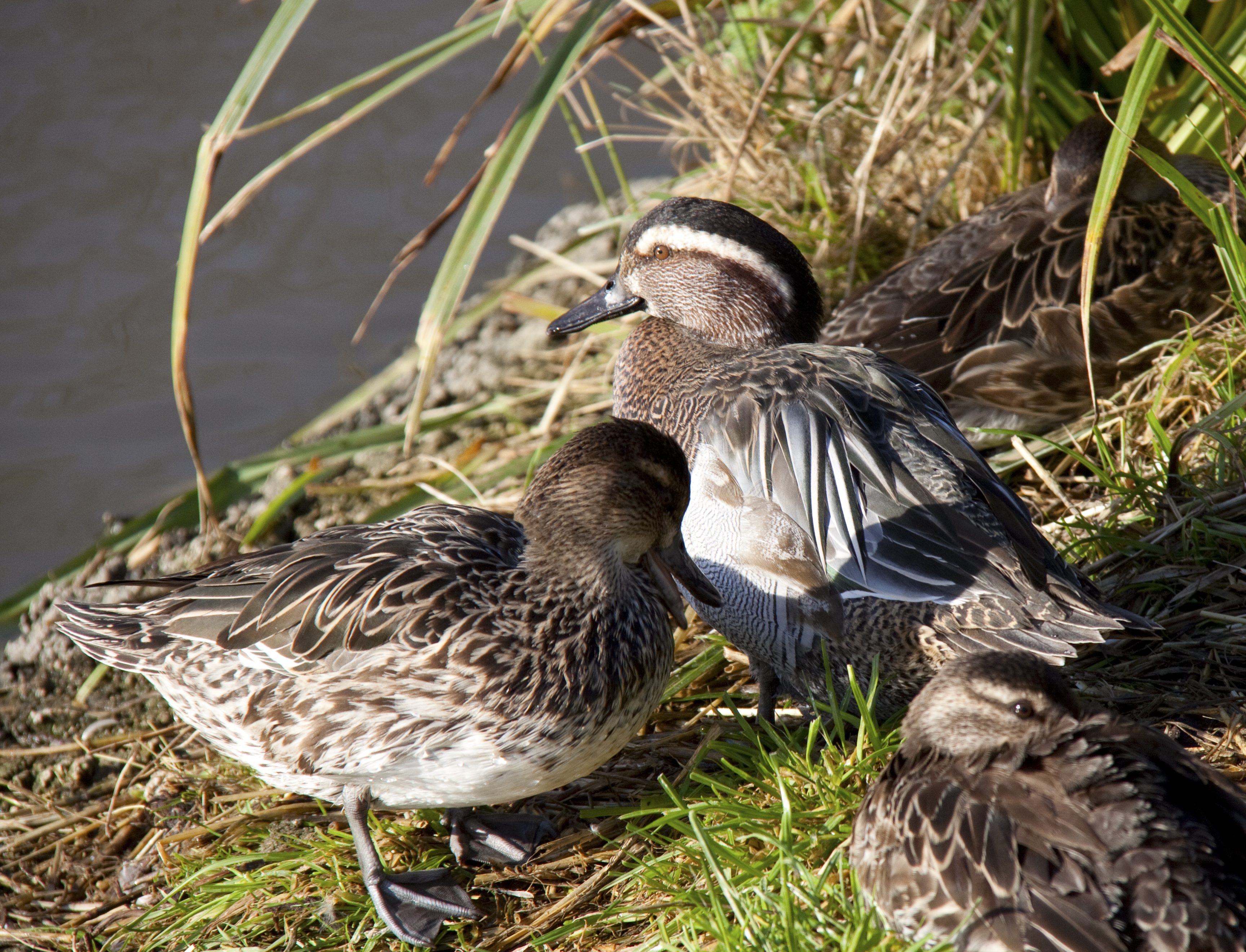
Самец и самки

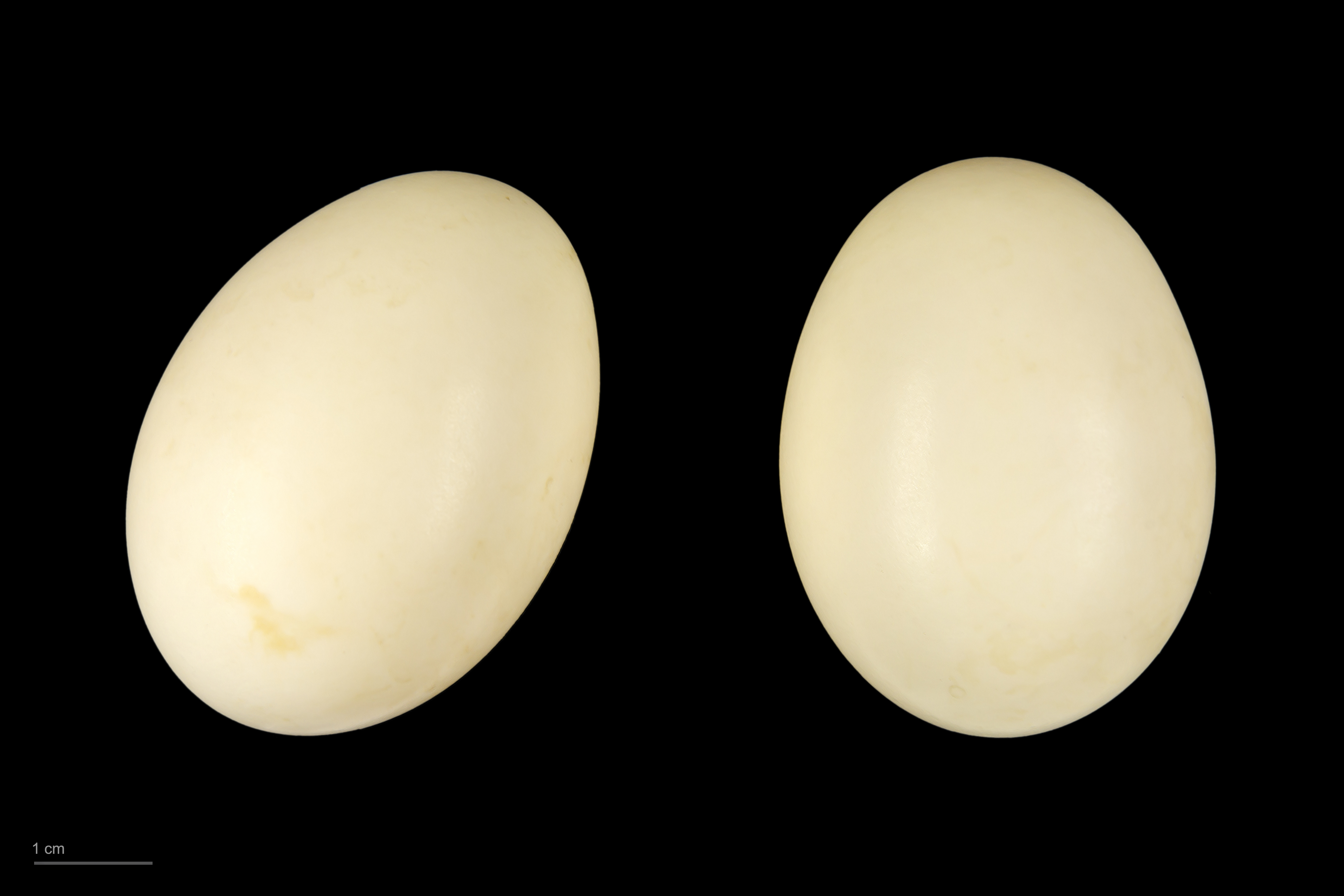
Яйца из коллекции Тулузского музея

Моногамная утка. Половой зрелости большинство птиц достигает на первом году жизни, однако часть молодых в первый сезон остаётся на зимовках, что говорит об их неготовности к размножению. С другой стороны, уже в сентябре-октябре часть взрослых самок сопровождаются самцами, что возможно говорит об устоявшихся ещё с прошлого сезона связях. К местам гнездовий трескунки прибывают небольшими группами, в которых уже заметна разбивка на пары. Сроки прибытия несколько более поздние, чем у остальных уток: в середине марта в Западной Европе и в середине мая на севере и востоке ареала. Несмотря на это, размножению предшествуют брачные игры, во многом похожие на таковые у широконоски, пятнистого и разноцветного чирков. Селезень плавает кругами за самкой, при этом его клюв опущен в воду, перья на голове взъерошены, плечевые перья оттопырены. Время от времени селезень покачивает головой верх-вниз на вытянутой шее, а затем резко поднимает её вертикально вверх либо запрокидывает на спину. В обоих случаях ритуал сопровождается характерным криком, похожим на пустотелый деревянный треск, и таким же резким возвратом головы в исходное положение. Другая демонстративная поза самца — крыло чуть приподнято, голова лежит на боку, выделяясь тёмным пятном на серовато-сизом фоне. Иногда самец приподнимается над водой и делает взмах крыльями. Определённое поведение отмечено и у самки. Она также, как и самец, подёргивает головой, изредка тихо покрякивает, временами демонстративно чистит перья позади крыльев (но никогда спереди).
Гнёзда в виде достаточно глубокой ямки устраивают на сухом месте на расстоянии до 150 м от водоёма, чаще всего в непосредственной близости от неё. Обычно они хорошо укрыты в зарослях высокой травы — болотницы, манника, ситника, реже спрятаны в тени кустарниковой ивы или ольхи. Изнутри гнездо выстлано сухой травой, а по периметру белым с бурым пухом. В кладке 6—14 (обычно 8—9) яиц удлинённо-овальной формы. Они окрашены в светлый желтовато-бурый либо желтовато-кремовый цвет, иногда с оливковым оттенком. У свистунка цвет яиц аналогичный, но его гнездо отличает пух — монотонный тёмный, а не белый с бурыми пятнами. Размеры яиц: (39—50) × (30—36) мм. Насиживание длится 21—23 дня. Сидит одна утка, в то время как селезень лишь первые несколько дней находится в непосредственной близости от гнезда, после отлетает на сезонную послебрачную линьку. Часть птиц остаётся недалеко от гнездовых участков, другая образует большие линные скопления в традиционных для этого местах — в низовьях Волги и Урала, на озёрах Зауралья, Южной Сибири и Казахстана. Птенцы приобретают способность к полёту в возрасте 35—40 дней.

## Охранный статус
В международной красной книге трескунок имеет статус таксона минимального риска, что означает, что ему в настоящее время не угрожает опасность вымирания. Тем не менее, в прошлом отмечалось значительное сокращение численности этой птицы. В частности, российский орнитолог В. Г. Кривенко отмечает, что резкий спад популяции на территории стран бывшего СССР пришёлся на 1972—1989 годы. Аналогичная ситуация произошла в западной Европе, где с 1970 по середину 1990-х годов численность гнездящихся трескунков упала с 12—22,5 тыс. до 8 тыс. пар. Причинами деградации называют осушение природных биотопов, где гнездятся утки, и возведение дамб и водохранилищ. Ещё одна причина может быть вызвана строительством оросительных каналов в западной Африке, в результате чего заболоченные участки местности пересыхают.